# Sung Kim
Sung Yong Kim (coreano: 김성용; nacido en 1960) es un diplomático estadounidense nacido en Corea del Sur y el actual embajador de los Estados Unidos en Filipinas, así como el ex Representante Especial de los Estados Unidos para la Política de Corea del Norte. Anteriormente se desempeñó como embajador de Estados Unidos en Corea del Sur y enviado especial de Estados Unidos para las conversaciones a seis bandas. Se ha confirmado que es el embajador de Estados Unidos en Indonesia.

## Temprana edad y educación
Sung Kim nació en Seúl, Corea del Sur en 1960 de un diplomático surcoreano y se mudó a los Estados Unidos en 1973 luego del destino de su padre en Tokio. Kim creció en Los Ángeles y se graduó de la Universidad de Pensilvania (BA, 1982), la Facultad de Derecho de Loyola de la Universidad Loyola Marymount (JD, 1985) y la Escuela de Economía de Londres (LL.M). También tiene un título honorífico de la Universidad Católica de Corea.

## Carrera profesional
Antes de unirse al Servicio Exterior de los Estados Unidos en el Departamento de Estado, Kim trabajó como fiscal en la oficina del Fiscal de Distrito del Condado de Los Ángeles.
Luego trabajó como asistente de personal en la Oficina de Asuntos de Asia Oriental y el Pacífico en Washington D. C.. Luego, Kim fue asignado a la Embajada de los Estados Unidos en Seúl y trabajó como Jefe de Asuntos Políticos Militares. Luego se desempeñó como Oficial Político en Tokio, Japón. Sus otras asignaciones fueron a Kuala Lumpur y Hong Kong. De regreso a Washington, fue nombrado Director de la Oficina de Asuntos Coreanos y ocupó el cargo desde agosto de 2006 hasta julio de 2008. El 31 de julio de 2008 fue nombrado Enviado Especial para las conversaciones a seis bandas y se le otorgó el rango de embajador después confirmación de la nominación por parte del Senado de los Estados Unidos.

## Embajador de Estados Unidos

### Embajador en Corea del Sur
El 24 de junio de 2011, el presidente Obama nominó a Kim como embajador de Estados Unidos en la República de Corea. Sin embargo, la nominación de Kim se estancó después de que el senador estadounidense Jon Kyl suspendiera la nominación de Kim por preocupaciones no con Kim sino con la política estadounidense hacia Corea del Norte. El 13 de octubre de 2011, Kyl levantó el control sobre la nominación de Kim y el Senado confirmó a Kim por consentimiento unánime.
Kim completó su asignación a Corea del Sur a fines de octubre de 2014 y regresó a los Estados Unidos, donde se esperaba que continuara trabajando en la diplomacia que involucra a Asia Oriental. Mark Lippert prestó juramento para suceder a Kim como embajador el 24 de octubre de 2014 en Washington D. C..
En mayo de 2014, cerca del final de su mandato, Kim fue honrado por la Sociedad de Asia por su servicio en Corea. Jonathan Karp, director ejecutivo de Asia Society, dijo que Kim ha hecho mucho para promover las relaciones entre Estados Unidos y Corea como representante de la administración Obama. También fue nombrado ciudadano honorario de Seúl por el alcalde de Seúl, Park Won-soon, quien le dijo a Kim: "El tiempo vuela tan rápido. Debo decir que me entristece que tengas que regresar a tu país ... Incluso después de salir de Corea por tu próxima publicación, les pido que, como ciudadano honorario de Seúl, continúen teniendo intereses especiales y afecto por la ciudad de Seúl y por Corea ". En respuesta, Kim dijo: "Después de todo, es mi ciudad de nacimiento y el lugar que siempre he considerado mi segundo hogar".

### Embajador en Filipinas

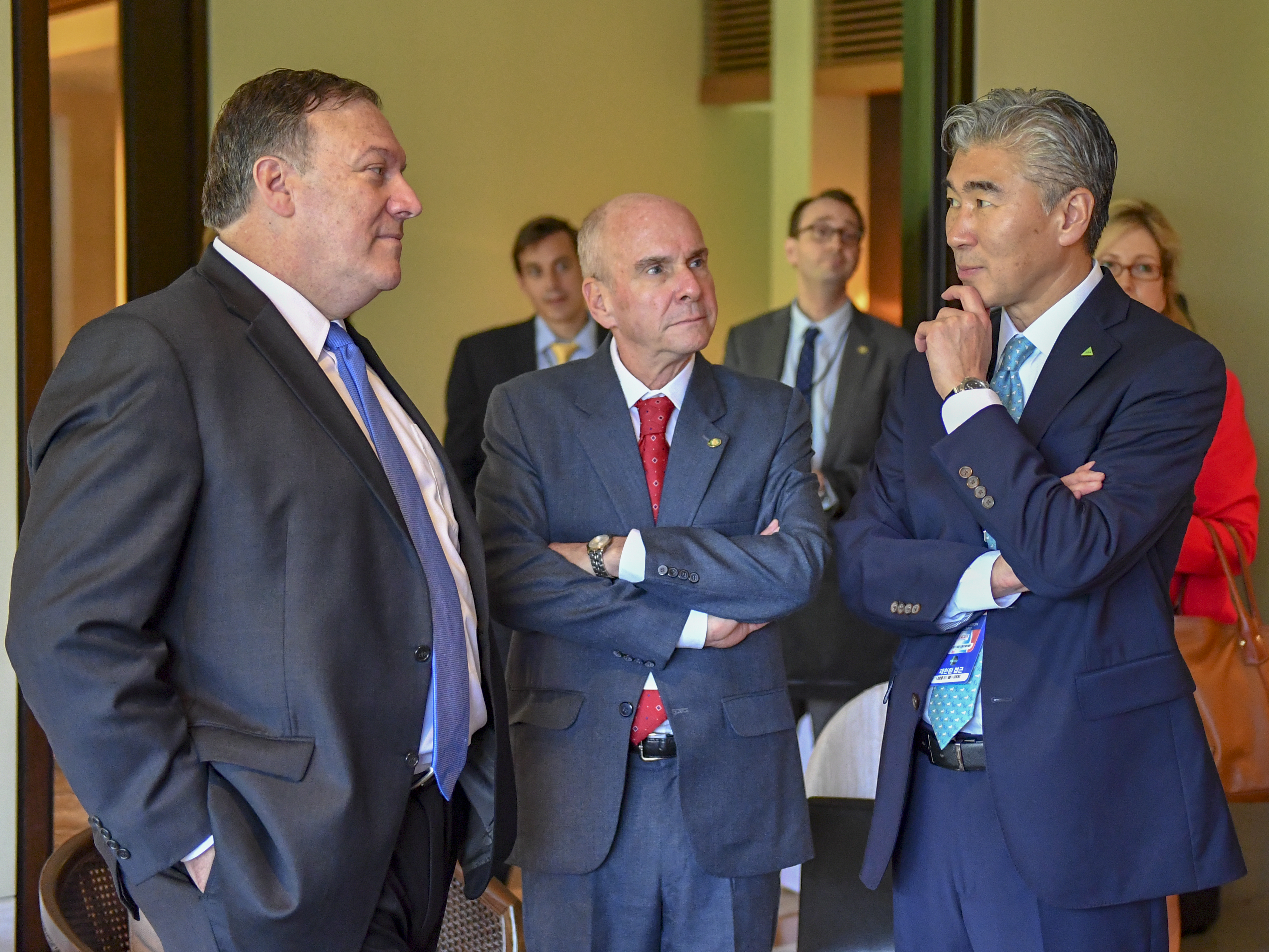
Kim (derecha) habla con el secretario de Estado de Estados Unidos, Mike Pompeo, en 2018 en la Cumbre de Singapur.

El 19 de mayo de 2016, el presidente de Estados Unidos, Obama, nominó a Kim para reemplazar a Philip Goldberg como embajador de Estados Unidos en Filipinas. Fue confirmado por el Senado de los Estados Unidos el 28 de septiembre de 2016 y fue juramentado por el Secretario de Estado John Kerry en el Departamento de Estado el jueves 3 de noviembre de 2016. Kim llegó a Manila el 3 de diciembre, un mes después de haber tomado posesión. y presentó sus cartas credenciales al presidente filipino, Rodrigo Duterte, el 6 de diciembre.
Kim, mientras era embajador en Filipinas, encabezó una delegación de diplomáticos estadounidenses para mantener conversaciones con funcionarios norcoreanos en Panmunjom a finales de mayo de 2018. Estas conversaciones se referían a la próxima cumbre entre el presidente Donald Trump y Kim Jong-un.

### Embajador en Indonesia
El 10 de julio de 2019 la Casa Blanca anunció que será nombrado Embajador en Indonesia. El 6 de agosto de 2020, su nominación fue confirmada mediante voto de voz.

## Vida personal
Kim está casado con Jae Eun Chung, con quien tiene dos hijas.